# Нарышкино
Нары́шкино — посёлок городского типа в Орловской области России, административный центр Урицкого района. Образует одноимённое городское поселение.
Площадь — 1830 га.

Население — 9336 чел. (2023).

## Физико-географическая характеристика
Пгт. Нарышкино расположен на Среднерусской возвышенности в центре Восточно-Европейской равнины в 25 км западнее областного центра.

### Время
Нарышкино, как и вся Орловская область, находится в часовой зоне, обозначаемой по международному стандарту как Moscow Time Zone (MSK). Смещение относительно UTC составляет +3:00.

### Климат
Нарышкино находится в умеренно-континентальном климате (в классификации Кёппена — Dfb), который зависит от северо-западных океанических и восточных континентальных масс воздуха, взаимодействующих между собой и определяющих изменения погоды. Чётко выражена смена сезонов года. Зима умеренно прохладная, первая половина мягче второй, периодически похолодания меняются оттепелями. Климатическая весна наступает во второй половине марта. Лето неустойчивое, со сменяющимися периодами сильной жары и прохлады. Осень достаточно тёплая.
Атмосферные осадки выпадают в умеренном количестве. Наибольшее их количество выпадает в летнее время.

## История
Возникновение населённого пункта связывают с началом строительства в 1868 году железной дороги Орёл — Рига. Название посёлок получил в честь генерал-лейтенанта, тайного советника Александра Алексеевича Нарышкина, который владел имением в с. Георгиевское. В Нарышкино в конце XIX века работал небольшой машиностроительный завод купца Мудрова, выпускавший плуги, бороны, конные молотилки.
30 июля 1928 года посёлок стал центром Урицкого района Орловского округа Центрально-Чернозёмной области (с 1937 года — Орловской области).
2 марта 1938 года посёлок Нарышкино отнесён к категории рабочих поселков.
Во время Великой Отечественной войны посёлок был полностью уничтожен.
От немецко-фашистских захватчиков посёлок освобождён 8 августа 1943 года. В освобождении принимали участие 129-я и 397-я стрелковые дивизии.
С 1 января 2006 года Нарышкино образует городское поселение «Посёлок Нарышкино».

## Население
Нарышкино занимает 2-е место (после Знаменки) среди посёлков городского типа Орловской области и 6-е среди её крупнейших населённых пунктов.
| 2009    | 2010    | 2012  | 2013  | 2014  | 2015  | 2016    | 2017    | 2018    |
| ------- | ------- | ----- | ----- | ----- | ----- | ------- | ------- | ------- |
| 9838    | ↘9584   | ↗9652 | ↗9807 | ↗9965 | ↗9987 | ↗10 254 | ↗10 380 | ↗10 457 |
| 2019    | 2020    | 2021  | 2023  |       |       |         |         |         |
| ↗10 481 | ↘10 408 | ↘9257 | ↗9336 |       |       |         |         |         |

Национальный состав
По итогам переписи населения 2020 года проживали следующие национальности (национальности менее 0,1 % и другое, см. в сноске к строке «Другие»):
| Национальность | Численность, чел. | Доля     |
| -------------- | ----------------- | -------- |
| Русские        | 8518              | 92,02 %  |
| Украинцы       | 70                | 0,76 %   |
| Армяне         | 66                | 0,71 %   |
| Таджики        | 49                | 0,53 %   |
| Азербайджанцы  | 42                | 0,45 %   |
| Узбеки         | 33                | 0,36 %   |
| Белорусы       | 26                | 0,28 %   |
| Молдаване      | 17                | 0,18 %   |
| Табасараны     | 13                | 0,14 %   |
| Киргизы        | 12                | 0,13 %   |
| Другие         | 411               | 4,44 %   |
| Итого          | 9257              | 100,00 % |

## Экономика

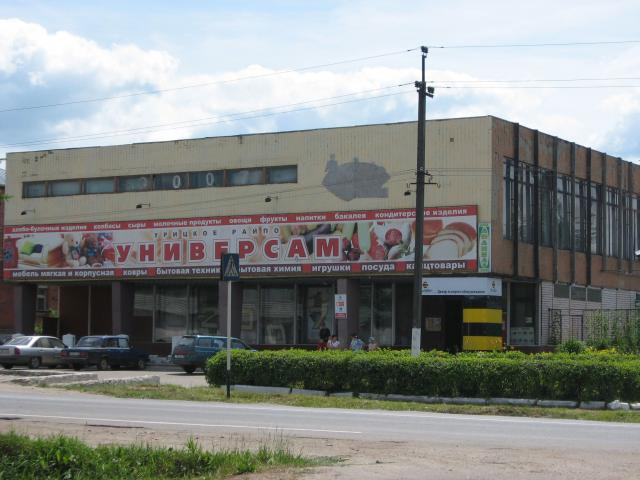
Универмаг

Основные предприятия посёлка — завод полупроводниковых приборов, консервный завод (не работает), молочный завод (ООО «Урицкий Молокозавод»), завод по производству полиэтиленовых пакетов (ООО «Арт-Пластик»)(не работает) , производство кирпича и черепицы (ИК № 05)(не работает) , перо-пуховая фабрика (ЗАО «Нарышкинская перо-пуховая фабрика»)(не работает) .

## Транспорт

### Автомобильный
Через Нарышкино проходит федеральная трасса Р120 между Орлом и Брянском. Северный обход был открыт 3 декабря 2019 года.
Также имеются дороги:
- регионального значения[20]
  - 54К-17 Нарышкино — Сосково
  - 54К-364 Нарышкино — Парамоново
- местные дороги межмуниципального значения[20]
  - 54К-365 Р120 — Заречный — 54К-373
  - 54К-373 Нарышкино — Большое Сотниково — Болотовские Дворы
  - 54К-374 54К-17 — Ясная Поляна — Ледно

Расстояние до Орла — 25 км.

### Железнодорожный
Железнодорожная станция на однопутной неэлектрифицированной линии Орёл — Брянск.
В посёлке до 2009 года действовала единственная в Орловской области узкоколейная железная дорога..

## Социальная сфера

### Образование
В посёлке работают 2 общеобразовательные школы, профессиональное училище(закрыто) , 3 детских садика.

### Здравоохранение
В посёлке медицинская помощь оказывается районной поликлиникой и центральной районной больницей.

### Культура

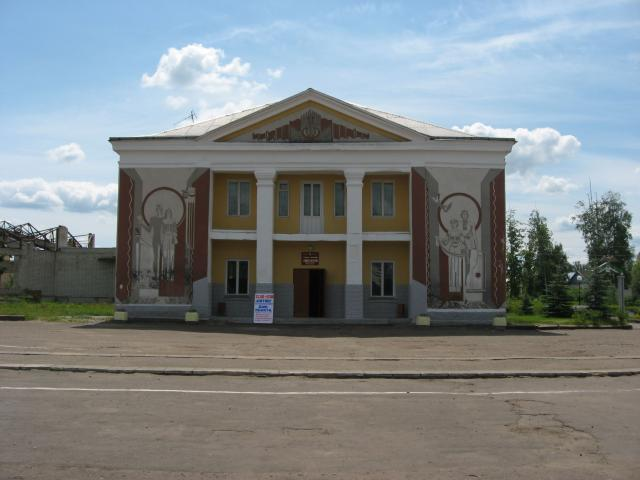
Районный дом культуры

Культурный досуг посёлка представлен районным Домом культуры, центральной и детской библиотеками, школой искусств с отделениями: музыкальным и художественным, историко-краеведческим музеем.

### Спорт
На территории поселка функционируют стадион «Юность», физкультурно-оздоровительный комплекс, в который входят: бассейн, многофункциональный спортивный зал, хоккейный корт.

## Пенитенциарная система
В северной части посёлка расположена ИК № 5.

## Известные люди
- Азарычев, Геннадий Алексеевич — Герой Российской Федерации.
- Селихов, Александр Александрович — футболист, вратарь.